# Hans Georg Stritter
Hans Georg Stritter (* 8. November 1949 in Mettlach; † Januar/Februar 2024) war ein deutscher Gewerkschafter und Politiker der SPD. Er war von 1994 bis 2009 Abgeordneter im Landtag des Saarlandes.

## Ausbildung und Beruf
Stritter hat 1969 seine schulische Ausbildung mit dem Abitur abgeschlossen und danach von 1970 bis 1973 eine Banklehre absolviert. Im Anschluss daran hat er als Angestellter bei der Gebrüder Röchling Bank in Saarlouis und Saarbrücken gearbeitet.
Danach von 1977 bis 1984 war er Bundesfachreferent für den Bereich private und öffentliche Banken beim Hauptvorstand der Gewerkschaft Handel, Banken und Versicherungen (HBV). 1984 bis 1988 war er Abteilungsleiter für die Bereiche Banken, Versicherungen und Wirtschaftspolitik beim Hauptvorstand der Gewerkschaft HBV in Düsseldorf, bevor er von 1988 bis 1993 als Mitglied des geschäftsführenden Hauptvorstandes des Gewerkschaft HBV für die Ressorts Banken, Versicherungen, Innenrevision und Wirtschaftspolitik erst im 2. Wahlgang gewählt wurde. 1994 folgte dann seine Einstellung als Leiter der Abteilung C – Wirtschaftsstruktur und Europapolitik beim Ministerium für Wirtschaft.

## Familie
Stritter war verheiratet und hatte zwei Kinder.

## Parteikarriere, Ämter und Mandate
Hans Georg Stritter war von 1994 bis 2009 Mitglied des Saarländischen Landtages und dort unter anderem Mitglied im Ausschuss für Wirtschaft, Arbeit und Grubensicherheit und im Ausschuss für Europaangelegenheiten sowie für Fragen des Interregionalen Parlamentarierrates. Von 1997 bis 2006 war er Vorsitzender des SPD-Kreisverbands Merzig-Wadern.